# 寧布爾克

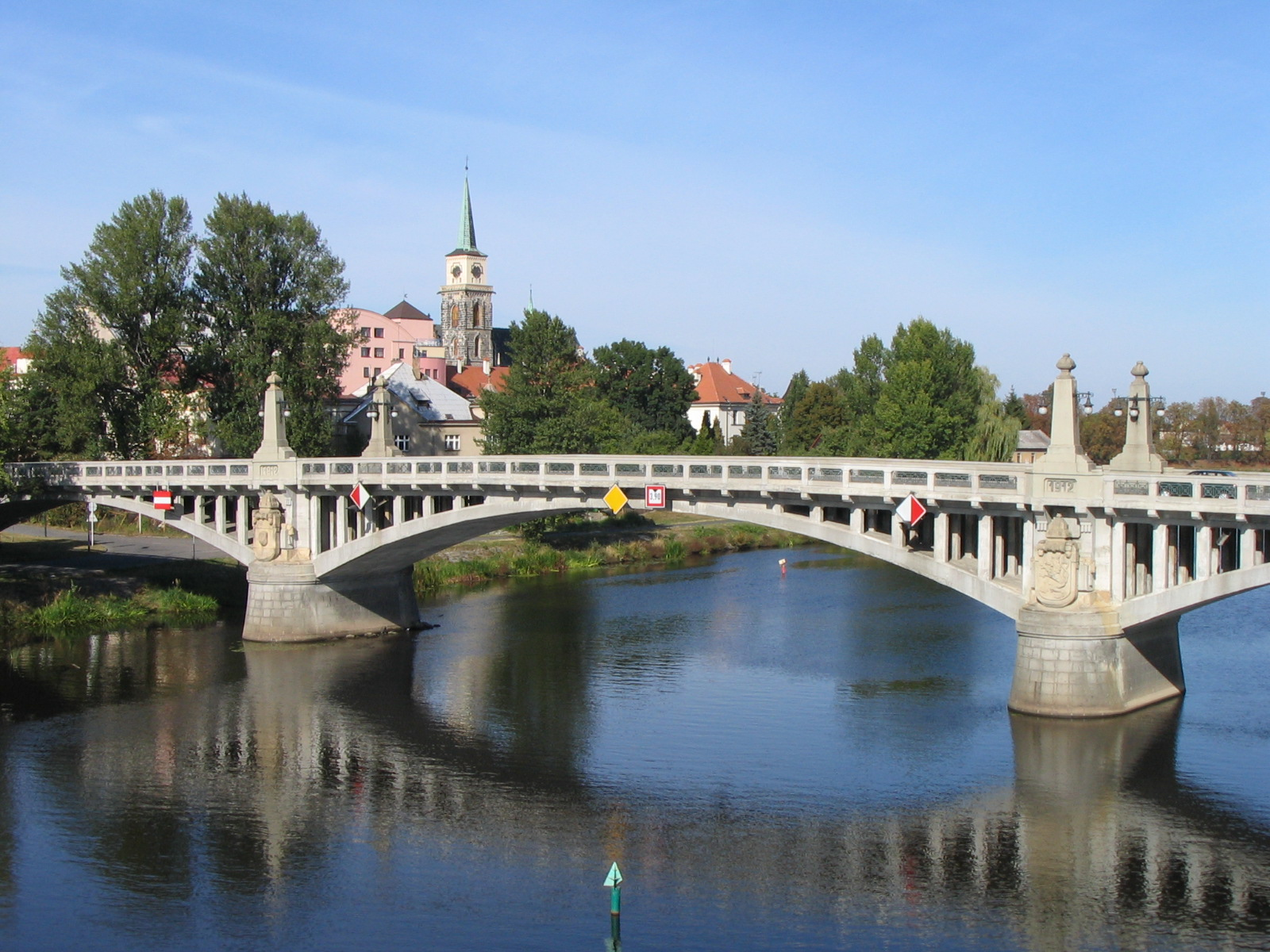

寧布爾克(ˈnɪmburk)是捷克的城鎮，位於該國北部易北河畔，距離首都布拉格45公里，由中波希米亞州負責管轄，始建於1275年，面積20.54平方公里，海拔高度193米，2011年人口14,614。